# 呼北高速公路
呼和浩特－北海高速公路，简称呼北高速，中国国家高速公路网编号为G59，全长2,741公里。，起点在内蒙古呼和浩特，途经内蒙古和林格尔、山西右玉、朔州、岢岚、方山、吕梁、隰县、吉县、河津、运城、河南三门峡、灵宝、卢氏、西峡、湖北十堰、房县、保康、宜昌、湖南慈利、张家界、安化、新化、武冈、广西全州、阳朔、平南、玉林，终点在广西北海。

## 分省介绍

### 内蒙古境
呼北高速起点位于内蒙古自治区呼和浩特市科尔沁城市快速路末端，设呼和浩特南枢纽互通与呼和浩特绕城高速转换，向南途经和林格尔县，止于和林格尔县新店子镇杀虎口（蒙晋界），全长90.805公里。

#### 呼和浩特至杀虎口（蒙晋界）段
简称“呼杀高速”，也称“大呼高速内蒙段”。起点位于呼和浩特绕城高速金河互通立交东2公里，与绕城高速设置枢纽互通立交，跨越铁路，路线经过东达赖村、羊盖板村、碾格图、盛乐经济开发区、和林格尔县、头道沟村、宝贝河、庙里村、黑世贸村、喇嘛洞窑子南、二铺村、河西村等地。终点位于蒙晋两省交界的杀虎口。全长90.805公里，主线采用高速公路整体式断面，其中K0+000～K40+000段，设计时速100公里/小时，路基宽26米；K40+000～K90+805.25段，设计时速80公里/小时，路基宽24.5米。和林格尔至托克托连接线长52.5公里，一级公路一幅，设计速度为80公里/小时，路基宽12.25米。工程于2010年10月20日开工，2013年12月20日开通试运行。

### 山西境
呼北高速在山西省境内起于朔州市右玉县右卫镇杀虎口村(晋蒙界)，途经右卫镇、右玉县、平鲁区、朔州市、神池县、五寨县、岢岚县、兴县、临县、吕梁市、交口县、隰县、大宁县、吉县、乡宁县、河津市、万荣县、临猗县、运城市、解州镇，止于芮城县陌南镇枣树巷，接运宝黄河大桥（晋豫界）。全长786.687公里。
呼北高速在山西省境内，由杀虎口（晋蒙界）至右玉枢纽互通段（孙右高速西口至右玉）、右玉至平鲁段（右平段）、朔州绕城高速西段与平朔段、朔州至神池（朔神段）、神池至岢岚（神苛段）、岢岚至临县（岢临段）、临县至离石（临离段）、离石至隰县（离隰段）、隰县至吉县（隰吉段）、吉县至河津（吉河段）、河津至运城（河运段）、运城绕城高速长江府互通至解州互通段、运宝高速山西段、运宝黄河大桥，共14段组成。全线均已开通。

#### 杀虎口（晋蒙界）至右玉段
简称“孙右高速”，于2009年1月开工建设，2010年12月26日通车运营。

#### 右玉至平鲁段
简称“右平高速”，于2015年3月开工建设，2019年6月2日正式通车。 

#### 平鲁至朔城段
简称“平朔高速”，于2014年7月25日正式通车运营。

#### 朔城至神池段
简称“朔神高速”，路线全长30.4公里。项目投资估算为20.56亿元，建设工期为三年。项目已于2019年12月18日开工。2020年7月7日，中铁二十二局中标呼北高速山西省朔城至神池段项目。2023年3月18日，朔城至神池段通车。

#### 神池至岢岚段
简称“神岢高速”，该项目于2015年10月开工，2019年4月8日建成通车。

#### 岢岚至临县段
简称“岢临高速”，2014年10月16日正式通车运营。

#### 临县至离石段
简称“临离高速”，2015年5月9日建成通车。

#### 离石至隰县段
简称“离隰高速”，2016年12月14日进行勘察设计招标。项目路线全长82.879公里，投资概算104.9亿元，建设工期4年。2019年7月工程可行性研究报告通过批复。项目已于2019年11月14日完成招标，12月5日开工建设，由山西路桥公司和中铁三局承建。2023年12月21日，西离石至隰县段建成通车，G59呼北高速公路山西境内全线贯通。

#### 隰县至吉县段
简称“隰吉高速”，2016年12月14日进行勘察设计招标，项目投资估算为123.38亿元，建设工期4年。2019年8月正式开工建设，2023年4月26日建成通车。

#### 吉县至河津段
简称“吉河高速”，2013年3月正式开工建设，2016年9月9日建成通车。

#### 河津至运城段
简称“河运高速”，该项目于2010年10月10日开工建设，2012年12月7日正式运营。

#### 运城绕城段
长江府互通至解州互通段，于2009年5月11日建成通车。

#### 运城至灵宝（晋豫界）段
简称“运宝高速”。其中，解州至陌南（黄河桥头）段全长30.339公里，全线设特长隧道1座，大、中、小桥18座，涵洞及通道80道，互通立交3处，桥隧比37%；设隧道管理站1处，服务区1处，收费站2处，隧道限速70公里/小时。总投资30.75亿元人民币（含20.917公里的芮城一级公路连接线，投资3.56亿元），于2009年11月28日正式开工建设，2015年12月31日正式通车运营；全线于2019年8月23日建成通车。

##### 中条山隧道
是山西运城至河南灵宝高速公路（运宝高速）的关键控制性工程，穿越了华北与华中的分界线中条山。隧道进口位于运城市盐湖区解州镇王窑头村，出口位于芮城县陌南镇石坡村，属上下行分离式高速公路隧道。进口（运城）段由武警交通九支队负责施工，出口（芮城）段由中铁二十局六公司负责施工，于2010年3月开工建设，2014年6月26日左线贯通，7月28日右线贯通。
隧道左线起讫桩号为YK5+676.108-YK15+347.050，进口段位于半径3200米的圆曲线上，出口段位于半径3200米的圆曲线上，洞身段位于直线上，全长9670.942米；右线起讫桩号为YK5+679-YK15+350，进口段位于半径2800米的圆曲线上，出口段位于半径3600米的圆曲线上，洞身段位于直线上，全长9671米；隧道纵坡均为1.883%，南北落差为182.6米，最大埋深681米，属深埋特长公路隧道。隧道净宽10.25米，净高5米，通风形式采用2个竖井、1个斜井纵向送排式，其中1号竖井深319米、直径7.8米，2号竖井深396米、直径6.9米；照明形式采用高压钠灯。洞内每750米设车行横洞和紧急停车带各1处，每450米设人行横洞1处，隧道内共有车行横洞12处，紧急停车带24处，人行横洞16处；隧道内路面均采用2%的单向横坡。
2022年5-6月，中条山隧道完成了提质升级工程，包括：隧道内混凝土路面升级为沥青路面、照明设备升级为LED灯具及智能化后台控制系统、进出口加装卡口摄像机、雷达及洞口轮廓灯。

#### 运宝黄河大桥
起于山西省运城市芮城县陌南镇枣树巷北，接解州至陌南段，跨越黄河，止于河南省三门峡市灵宝市大王镇老城村，接三门峡至淅川高速公路豫晋省界至灵宝段设计起点。大桥全长1.933公里，包括北引桥、北滩桥、主桥和副桥。全线采用双向六车道高速公路标准，设计速度80公里/小时，桥宽32米。合建1处养护工区及监控通信分中心。桥址穿越河南黄河湿地国家级自然保护区、山西运城湿地省级自然保护区、圣天湖鲶鱼黄河鲤国家级水产种质资源保护区、黄河中游禹门口—三门峡段国家级水产种质资源保护区共四个自然保护区。大桥主跨200米，主梁采用单箱五室“波形钢腹板+混凝土腹板”组合结构，彼时为世界最大跨度的波形钢腹板矮塔斜拉桥。设计使用寿命为100年，项目概算投资9.65亿元人民币，由山西路桥集团以BOT模式投资建设。于2018年6月20日全桥合龙，10月12日主体工程完工，11月20日通过交工验收，11月28日通过中国钢结构金奖的初次评审，2019年8月23日正式建成通车。

### 河南境

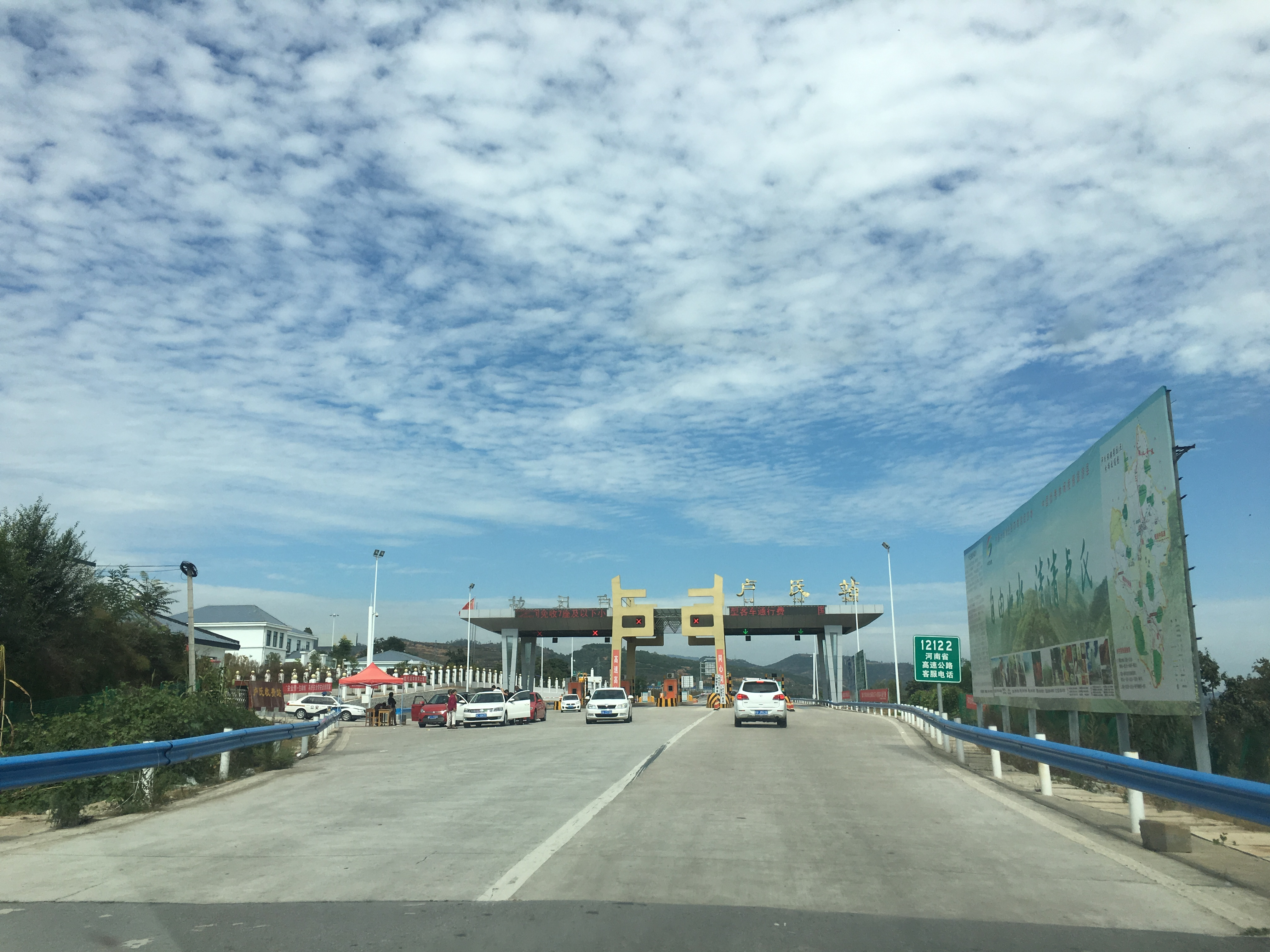
卢氏收费站

呼北高速在河南省境内起于运宝黄河大桥东端（豫晋界），经三门峡市灵宝市大王镇、阳店镇、川口乡、卢氏县官道口镇、城关镇、五里川镇、朱阳关镇、南阳市西峡县西坪镇、淅川县西簧乡，止于淅川县寺湾镇高湾村（豫鄂界），与呼北高速湖北段相接，全长207.8公里。
- 晋豫界至灵宝段，2019年8月23日建成通车。
- 灵宝至卢氏段，2010年5月16日开工建设，2012年12月31日建成通车。
- 卢氏至西坪段，2011年12月22日开工建设，2015年12月26日建成通车。
- 西坪至寺湾（豫鄂界）段，2011年12月22日开工建设，2015年12月26日建成通车。

### 湖北境

呼北高速公路湖北段

呼北高速在湖北省境内起于十堰市郧阳区东北（鄂豫界），经十堰市茅箭区、丹江口市、房县、保康县、南漳县、远安县、当阳市、宜昌市夷陵区、枝江市、宜都市，止于五峰土家族自治县东南（鄂湘界），与呼北高速湖南段相接。

#### 郧县至房县段
简称“郧房高速”。其中，
- 郧阳（鄂豫界）至十堰段，全长67公里，2015年2月10日通车试运营。
- 十堰东枢纽互通至六里坪枢纽互通段，与福银高速武汉至十堰段共线，全长15.5公里，2004年9月建成通车。
- 六里坪枢纽互通至房县段，以湖北省十堰至房县高速公路（十房高速）项目建设，主线全长63.933公里。2016年10月15日正式全线通车。

#### 房县至保康段
- 房县至保康北互通段，与麻安高速共线，以谷竹高速项目建设，长47公里，2014年12月26日建成通车。
- 保康北互通至保康段，与麻安高速共线，以麻竹高速宜城至保康段项目建设，长21.3公里，2016年7月1日建成通车。

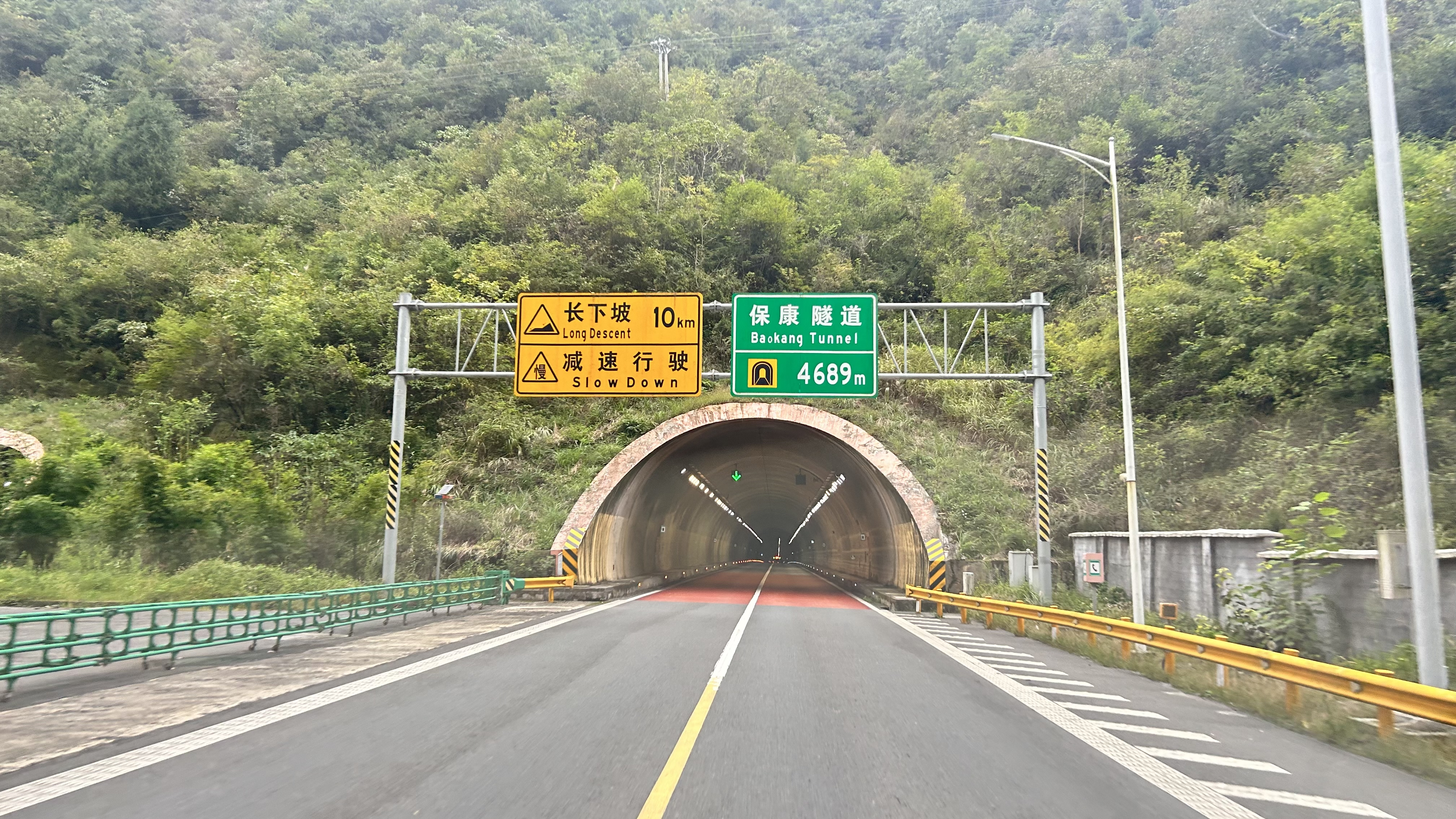
保康隧道

#### 保康至宜昌段
以保康至宜昌高速公路襄阳段和宜昌段项目分段建设。襄阳段长74.64公里，2015年12月28日建成通车。宜昌段长68.244公里，于2014年9月28日建成通车。

#### 宜昌至鄂湘界段
- 当阳至枝江段，以宜昌至张家界高速公路当阳至枝江段项目建设，起于当阳市王店镇严河村，北接保宜高速双莲枢纽互通，途经夷陵区鸦鹊岭镇、枝江市安福寺镇及白洋镇，终点位于白洋镇赵家铺村，南接宜都长江公路大桥。全长39.53公里，于2016年2月6日建成通车。
- 宜都长江公路大桥，项目全长15.691公里，其中长江大桥长2.6705公里，接线长13.0205公里。2016年8月8日开工建设，2020年11月2日完工，2021年2月9日正式通车。
- 宜都至五峰（渔洋关）段，以宜张高速宜都至五峰（渔洋关）段项目建设，路线全长36.745公里，于2016年2月6日建成通车。
- 五峰（渔洋关）至鄂湘界段，路线全长18.806公里，于2020年5月13日正式开工。

### 湖南境
呼北高速在湖南省境内起于常德市石门县子良乡新道湾村炉红山隧道中（湘鄂界），途经石门县太平镇、维新镇、慈利县、张家界市、沅陵县官庄镇、安化县、新化县琅塘镇、炉观镇、洋溪镇、隆回县鸭田镇、羊古坳镇、六都寨镇、三阁司镇、武冈市邓家铺镇、新宁县，止于新宁县崀山镇侯家寨（湘桂界），全长467.7公里。由宜张高速湖南段（其中慈利至张家界段与长张高速共线）、张新高速、新武高速、洞新高速武冈至新宁（湘桂界）段组成。
- 炉红山（湘鄂界）至慈利段，全长约80.18公里，2020年8月31日炉慈高速开工。
- 慈利至张家界段与长张高速（G5513）慈利至张家界段共线，2005年12月26日建成通车。
- 张家界至沅陵官庄段，路线全长82.3公里。已于2020年12月26日举行开工建设动员会。
- 沅陵官庄至新化琅塘段，全长76.677公里，于2020年5月15日正式开工，2023年12月19日建成通车[19]。
- 琅塘枢纽互通至卿家屋枢纽互通段，该段以新化至溆浦高速公路项目建设，全长92.677公里，于2014年12月31日建成通车。
- 新化至新宁段，主线全长192.3公里，于2021年4月8日正式开工。
- 新宁至湘桂界段，该段以洞新高速武冈至新宁（湘桂界）段项目建设。于2010年4月29日正式开工建设，于2013年12月25日建成通车。

### 广西境
呼北高速在广西壮族自治区境内起于资源县梅溪镇塔子寨（桂湘界），顺接湖南省洞新高速，途经资源县、兴安县、灵川县、桂林市、雁山区、阳朔县、终点于北海市铁山港北铁一级路，全长618公里。由资兴高速、兴桂高速严关枢纽互通至灵川粟家枢纽互通段（与泉南高速和厦蓉高速三线共一）、桂林绕城高速灵川至三塘段、包茂高速桂林至阳朔段（与包茂高速共线）、阳鹿高速蒙村至荔浦段、荔玉高速、玉铁高速组成，现均已建成通车。
- 桂林资源至桂林兴安段，该段以资兴高速（资源至兴安高速公路）项目建设。路线全长82.787公里，于2017年12月29日建成通车。
- 兴桂高速严关枢纽互通至灵川粟家枢纽互通段，全长47.8公里，2013年4月30日建成通车。
- 桂林绕城高速灵川至三塘段，全长41.711公里，2008年3月28日建成通车。
- 包茂高速桂林马面枢纽互通至阳朔高田蒙村枢纽互通段，全长58.8公里，2009年12月30日建成通车。
- 汕昆高速蒙村枢纽互通至荔浦段，全长约21.5公里，2019年7月30日建成通车。
- 荔玉高速，全长261.7公里，2020年12月28日建成通车。
- 玉铁高速新桥镇至终点段，主线全长102.36公里，2013年4月9日建成通车。

## 互通枢纽及服务设施列表
| 地区                                                                                         | 里程                                                  | 类型                                                  | 名称                                                  | 连接                                                  | 说明                                                       |
| 内蒙古部分，起点里程：0。终点里程：96。过境里程：96。                                        | 内蒙古部分，起点里程：0。终点里程：96。过境里程：96。 | 内蒙古部分，起点里程：0。终点里程：96。过境里程：96。 | 内蒙古部分，起点里程：0。终点里程：96。过境里程：96。 | 内蒙古部分，起点里程：0。终点里程：96。过境里程：96。 | 内蒙古部分，起点里程：0。终点里程：96。过境里程：96。      |
| -------------------------------------------------------------------------------------------- | ----------------------------------------------------- | ----------------------------------------------------- | ----------------------------------------------------- | ----------------------------------------------------- | ---------------------------------------------------------- |
| 内蒙古自治区 呼和浩特市 赛罕区                                                               | 0                                                     | 主线出入口                                            | 八拜东                                                | 东二环快速路 004县道                                  |                                                            |
| 内蒙古自治区 呼和浩特市 赛罕区                                                               | 1                                                     | 主线收费站                                            | 呼和浩特南主线收费站                                  | 呼和浩特南主线收费站                                  |                                                            |
| 内蒙古自治区 呼和浩特市 赛罕区                                                               | 2/19/496                                              | 枢纽                                                  | 呼和浩特南枢纽                                        | 呼和浩特绕城高速 京新高速                             |                                                            |
| 内蒙古自治区 呼和浩特市 赛罕区                                                               | 5/0                                                   | 枢纽                                                  | 达赖营                                                | 呼凉高速                                              |                                                            |
| 内蒙古自治区 呼和浩特市 和林格尔县                                                           | 22                                                    | 出入口                                                | 盛乐园区                                              | 四北线                                                |                                                            |
| 内蒙古自治区 呼和浩特市 和林格尔县                                                           | 26                                                    | 停车场 · 加油设施 · 修车站 · 餐厅                     | 石咀子                                                | 石咀子                                                |                                                            |
| 内蒙古自治区 呼和浩特市 和林格尔县                                                           | 35                                                    | 出入口                                                | 和林格尔                                              | 512国道                                               |                                                            |
| 内蒙古自治区 呼和浩特市 和林格尔县                                                           | 55                                                    | 停车场 · 加油设施 · 修车站 · 餐厅                     | 武松                                                  | 武松                                                  |                                                            |
| 内蒙古自治区 呼和浩特市 和林格尔县                                                           | 64                                                    | 出入口                                                | 新店子北                                              | 新店子北                                              |                                                            |
| 内蒙古自治区 呼和浩特市 和林格尔县                                                           | 67/198                                                | 枢纽                                                  | 新店子                                                | 兴巴高速                                              |                                                            |
| 内蒙古自治区 呼和浩特市 和林格尔县                                                           | 74                                                    | 停车场 · 加油设施 · 修车站 · 餐厅                     | 大宝山                                                | 大宝山                                                |                                                            |
| 蒙晋界                                                                                       | 96                                                    | 桥梁                                                  | 苍头河大桥                                            | 苍头河大桥                                            |                                                            |
| 山西部分，起点里程：96。终点里程：870。过境里程：774。                                       |                                                       |                                                       |                                                       |                                                       |                                                            |
| 蒙晋界                                                                                       | 96                                                    | 桥梁                                                  | 苍头河大桥                                            | 苍头河大桥                                            |                                                            |
| 山西省 朔州市 右玉县                                                                         | 98                                                    | 出入口                                                | 右卫                                                  | 241国道                                               |                                                            |
| 山西省 朔州市 右玉县                                                                         | 109                                                   | 停车场 · 加油设施 · 修车站 · 餐厅                     | 右玉                                                  | 右玉                                                  |                                                            |
| 山西省 朔州市 右玉县                                                                         | 111/160                                               | 枢纽                                                  | 高墙框                                                | 孙右高速                                              |                                                            |
| 山西省 朔州市 右玉县                                                                         | 124                                                   | 出入口                                                | 右玉西                                                | 玉林西街                                              |                                                            |
| 山西省 朔州市 右玉县                                                                         | 143                                                   | 停车场 · 加油设施 · 修车站 · 餐厅                     | 右玉南                                                | 右玉南                                                |                                                            |
| 山西省 朔州市 右玉县                                                                         | 145                                                   | 出入口                                                | 高家堡                                                | 右董线                                                |                                                            |
| 山西省 朔州市 平鲁区                                                                         | 173                                                   | 出入口                                                | 平鲁北                                                | 回平线                                                |                                                            |
| 山西省 朔州市 平鲁区                                                                         | 176/1226                                              | 枢纽                                                  | 铺上                                                  | 荣乌高速                                              |                                                            |
| 山西省 朔州市 平鲁区                                                                         | 185                                                   | 出入口                                                | 平鲁                                                  | 平安西街                                              |                                                            |
| 山西省 朔州市 平鲁区                                                                         | 189                                                   | 出入口                                                | 善缘寺                                                | Y029                                                  |                                                            |
| 县界                                                                                         |                                                       | 隧道                                                  | 六狼山隧道                                            | 六狼山隧道                                            |                                                            |
| 山西省 朔州市 朔城区                                                                         | 191                                                   | 出入口                                                | 白堂                                                  | 白堂路                                                |                                                            |
| 山西省 朔州市 朔城区                                                                         | 203                                                   | 出入口                                                | 朔州西                                                | 朔州西                                                |                                                            |
| 山西省 朔州市 朔城区                                                                         | 205                                                   | 停车场 · 加油设施 · 修车站 · 餐厅                     | 朔州                                                  | 朔州                                                  |                                                            |
| 山西省 朔州市 朔城区                                                                         | 213                                                   | 枢纽                                                  | 张蔡庄                                                | 朔州绕城高速                                          |                                                            |
| 山西省 朔州市 朔城区                                                                         | 223                                                   | 停车场 · 加油设施 · 修车站 · 餐厅                     | 九圪塔                                                | 九圪塔                                                |                                                            |
| 山西省 朔州市 朔城区                                                                         | 227                                                   | 出入口                                                | 丁庄窝                                                | 县道152                                               |                                                            |
| 山西省 忻州市 神池县                                                                         | 244/183                                               | 枢纽                                                  | 东湖                                                  | 灵河高速                                              |                                                            |
| 山西省 忻州市 神池县                                                                         | 257                                                   | 出入口                                                | 虎鼻                                                  | 305省道                                               |                                                            |
| 山西省 忻州市 神池县                                                                         | 269                                                   | 停车场 · 加油设施 · 修车站 · 餐厅                     | 五寨服务区                                            | 五寨服务区                                            |                                                            |
| 山西省 忻州市 神池县                                                                         | 283                                                   | 出入口                                                | 五寨                                                  | 209国道                                               |                                                            |
| 山西省 忻州市 岢岚县                                                                         | 297                                                   | 出入口                                                | 三井                                                  | 209国道                                               |                                                            |
| 山西省 忻州市 岢岚县                                                                         | 309/516                                               | 枢纽                                                  | 岢岚                                                  | 沧榆高速                                              |                                                            |
| 山西省 忻州市 岢岚县                                                                         | 323                                                   | 停车场 · 加油设施 · 修车站 · 餐厅                     | 岢岚                                                  | 岢岚                                                  |                                                            |
| 山西省 忻州市 岢岚县                                                                         | 334                                                   | 出入口                                                | 阳坪                                                  | 218省道                                               |                                                            |
| 山西省 吕梁市 兴县                                                                           | 353                                                   | 停车场 · 加油设施 · 修车站 · 餐厅                     | 兴县                                                  | 兴县                                                  |                                                            |
| 山西省 吕梁市 兴县                                                                           | 364/74                                                | 枢纽                                                  | 奥家湾                                                | 静兴高速                                              | 与 静兴高速共线段起点                                      |
| 山西省 吕梁市 兴县                                                                           | 366(76)                                               | 出入口                                                | 兴县东                                                | 337国道                                               |                                                            |
| 山西省 吕梁市 兴县                                                                           | 375/85                                                | 枢纽                                                  | 土贞                                                  | 静兴高速                                              | 与 静兴高速共线段终点                                      |
| 山西省 吕梁市 兴县                                                                           | 391                                                   | 出入口                                                | 兴县南                                                | Y016乡道                                              |                                                            |
| 山西省 吕梁市 临县                                                                           | 411                                                   | 出入口                                                | 白文                                                  | 218省道                                               |                                                            |
| 山西省 吕梁市 临县                                                                           | 414                                                   | 停车场 · 加油设施 · 修车站 · 餐厅                     | 白文                                                  | 白文                                                  |                                                            |
| 山西省 吕梁市 临县                                                                           | 434/170                                               | 枢纽                                                  | 坪头                                                  | 太临高速                                              |                                                            |
| 山西省 吕梁市 临县                                                                           | 444                                                   | 出入口                                                | 临县南                                                | 218省道                                               |                                                            |
| 山西省 吕梁市 临县                                                                           | 445                                                   | 停车场 · 加油设施 · 修车站 · 餐厅                     | 临县南                                                | 临县南                                                |                                                            |
| 山西省 吕梁市 临县                                                                           | 462                                                   | 出入口                                                | 三交                                                  | 248省道                                               |                                                            |
| 山西省 吕梁市 离石区                                                                         | 468                                                   | 出入口                                                | 离石北                                                | 218省道                                               |                                                            |
| 吕梁市 方山县                                                                                | 479                                                   | 枢纽                                                  | 白家山                                                | 吕梁绕城高速                                          |                                                            |
| 吕梁市 方山县                                                                                | 481                                                   | 停车场 · 加油设施 · 修车站 · 餐厅                     | 离石西                                                | 离石西                                                |                                                            |
| 吕梁市 方山县                                                                                | 487                                                   | 出入口                                                | 枣林                                                  | 离碛线                                                |                                                            |
| 山西省 吕梁市 柳林县                                                                         | 495/1012                                              | 枢纽                                                  | 梁家会                                                | 青银高速                                              |                                                            |
| 山西省 吕梁市 中阳县                                                                         | 517                                                   | 出入口                                                | 中阳                                                  | 209国道                                               |                                                            |
| 山西省 吕梁市 中阳县                                                                         | 534                                                   | 出入口                                                | 中阳南                                                | 209国道                                               |                                                            |
| 山西省 吕梁市 中阳县                                                                         | 538                                                   | 停车场 · 加油设施 · 修车站 · 餐厅                     | 中阳                                                  | 中阳                                                  |                                                            |
| 山西省 吕梁市 交口县                                                                         | 555                                                   | 出入口                                                | 交口                                                  | 209国道                                               |                                                            |
| 山西省 吕梁市 交口县                                                                         | 567/69                                                | 枢纽                                                  | 刘家庄                                                | 汾石高速                                              |                                                            |
| 山西省 吕梁市 交口县                                                                         |                                                       | 停车场 · 加油设施 · 修车站 · 餐厅                     | 交口                                                  | 交口                                                  |                                                            |
| 山西省 吕梁市 交口县                                                                         | 572                                                   | 出入口                                                | 交口南                                                | 209国道                                               |                                                            |
| 山西省 临汾市 隰县                                                                           | 600                                                   | 停车场 · 加油设施 · 修车站 · 餐厅                     | 隰县                                                  | 隰县                                                  |                                                            |
| 山西省 临汾市 隰县                                                                           |                                                       | 出入口                                                | 隰县北                                                | 209国道                                               |                                                            |
| 山西省 临汾市 隰县                                                                           | 617/236                                               | 枢纽                                                  | 东川河                                                | 长延高速                                              |                                                            |
| 山西省 临汾市 隰县                                                                           | 625                                                   | 停车场 · 加油设施 · 修车站 · 餐厅                     | 午城                                                  | 午城                                                  |                                                            |
| 山西省 临汾市 隰县                                                                           | 631                                                   | 出入口                                                | 午城                                                  | 520国道                                               |                                                            |
| 山西省 临汾市 大宁县                                                                         | 643                                                   | 出入口                                                | 大宁                                                  | 209国道                                               |                                                            |
| 山西省 临汾市 吉县                                                                           | 668                                                   | 出入口                                                | 人祖山景区                                            | 209国道                                               |                                                            |
| 山西省 临汾市 吉县                                                                           | 695/1033                                              | 枢纽                                                  | 吉县                                                  | 青兰高速                                              |                                                            |
| 山西省 临汾市 乡宁县                                                                         | 711                                                   | 出入口                                                | 乡宁西                                                | 乡宁西                                                |                                                            |
| 山西省 临汾市 乡宁县                                                                         | 717                                                   | 停车场 · 加油设施 · 修车站 · 餐厅                     | 乡宁                                                  | 乡宁                                                  |                                                            |
| 山西省 临汾市 乡宁县                                                                         | 725                                                   | 出入口                                                | 西交口                                                | Y003                                                  |                                                            |
| 山西省 运城市 河津市                                                                         | 746                                                   | 出入口                                                | 河津北                                                | 河津北                                                |                                                            |
| 山西省 运城市 河津市                                                                         | 750/814                                               | 枢纽                                                  | 郭庄                                                  | 京昆高速                                              |                                                            |
| 山西省 运城市 河津市                                                                         | 758                                                   | 出入口                                                | 河津南                                                | 108国道                                               |                                                            |
| 山西省 运城市 万荣县                                                                         | 765                                                   | 停车场 · 加油设施 · 修车站 · 餐厅                     | 万荣西服务区                                          | 万荣西服务区                                          |                                                            |
| 山西省 运城市 万荣县                                                                         | 774                                                   | 出入口                                                | 万荣西                                                | 裴运线                                                |                                                            |
| 山西省 运城市 万荣县                                                                         | 783/490                                               | 枢纽                                                  | 杨家垛                                                | 菏宝高速                                              |                                                            |
| 山西省 运城市 万荣县                                                                         | 790                                                   | 出入口                                                | 闫景                                                  | 209国道                                               |                                                            |
| 山西省 运城市 临猗县                                                                         | 799                                                   | 出入口                                                | 临猗北                                                | 209国道                                               |                                                            |
| 山西省 运城市 临猗县                                                                         | 803                                                   | 停车场 · 加油设施 · 修车站 · 餐厅                     | 临猗                                                  | 临猗                                                  |                                                            |
| 山西省 运城市 临猗县                                                                         | 812                                                   | 出入口                                                | 临猗西                                                | 342国道                                               |                                                            |
| 山西省 运城市 盐湖区                                                                         | 828/9/42                                              | 枢纽                                                  | 长江府                                                | 晋潼高速                                              | 与 运城绕城高速共线段起点                                  |
| 山西省 运城市 盐湖区                                                                         | 840(30)                                               | 出入口                                                | 解州                                                  | 解州                                                  |                                                            |
| 山西省 运城市 盐湖区                                                                         | 841/29                                                | 枢纽                                                  | 解州                                                  | 运城绕城高速                                          | 与 运城绕城高速共线段终点                                  |
| 山西省 运城市 芮城县                                                                         | 859                                                   | 出入口                                                | 芮城东                                                | 522国道                                               |                                                            |
| 山西省 运城市 芮城县                                                                         | 867                                                   | 出入口                                                | 圣天湖                                                | 085省道                                               |                                                            |
| 山西省 运城市 芮城县                                                                         | 869                                                   | 停车场 · 加油设施 · 修车站 · 餐厅                     | 芮城                                                  | 芮城                                                  |                                                            |
| 晋豫界                                                                                       | 870                                                   | 河流 · 桥梁                                           | 运宝黄河大桥                                          | 运宝黄河大桥                                          |                                                            |
| 河南部分，起点里程：870。终点里程：1078。过境里程：208。                                     |                                                       |                                                       |                                                       |                                                       |                                                            |
| 晋豫界                                                                                       | 870                                                   | 河流 · 桥梁                                           | 运宝黄河大桥                                          | 运宝黄河大桥                                          |                                                            |
| 河南省 三门峡市 灵宝市                                                                       | 874                                                   | 停车场 · 加油设施 · 修车站 · 餐厅                     | 灵宝北                                                | 灵宝北                                                |                                                            |
| 河南省 三门峡市 灵宝市                                                                       | 877/843                                               | 枢纽                                                  | 南阳                                                  | 连霍高速                                              |                                                            |
| 河南省 三门峡市 灵宝市                                                                       | 887                                                   | 出入口                                                | 灵宝东                                                | 209国道                                               |                                                            |
| 河南省 三门峡市 灵宝市                                                                       | 895/27                                                | 枢纽                                                  | 川口                                                  | 灵宝西南绕城高速                                      |                                                            |
| 河南省 三门峡市 灵宝市                                                                       | 897                                                   | 停车场 · 加油设施 · 修车站 · 餐厅                     | 灵宝南                                                | 灵宝南                                                |                                                            |
| 河南省 三门峡市 卢氏县                                                                       | 924/136                                               | 枢纽                                                  | 官道                                                  | 洛卢高速                                              |                                                            |
| 河南省 三门峡市 卢氏县                                                                       | 925                                                   | 停车场 · 加油设施 · 修车站 · 餐厅                     | 官道口                                                | 官道口                                                |                                                            |
| 河南省 三门峡市 卢氏县                                                                       | 926                                                   | 出入口                                                | 豫西大峡谷                                            | 209国道                                               | 呼和浩特方向出入口与服务区一体化                           |
| 河南省 三门峡市 卢氏县                                                                       | 955                                                   | 出入口                                                | 卢氏                                                  | 209国道                                               |                                                            |
| 河南省 三门峡市 卢氏县                                                                       | 960                                                   | 枢纽                                                  | 洛河                                                  | 栾卢高速                                              |                                                            |
| 河南省 三门峡市 卢氏县                                                                       | 989                                                   | 出入口                                                | 玉皇山                                                | 331省道                                               |                                                            |
| 河南省 三门峡市 卢氏县                                                                       | 994                                                   | 停车场 · 加油设施 · 修车站 · 餐厅                     | 五里川                                                | 五里川                                                |                                                            |
| 河南省 三门峡市 卢氏县                                                                       | 1004                                                  | 出入口                                                | 朱阳关                                                | 331省道                                               |                                                            |
| 河南省 南阳市 西峡县                                                                         | 1023                                                  | 出入口                                                | 寨根                                                  | 345国道                                               |                                                            |
| 河南省 南阳市 西峡县                                                                         | 1037                                                  | 停车场 · 加油设施 · 修车站 · 餐厅                     | 西坪                                                  | 西坪                                                  |                                                            |
| 河南省 南阳市 西峡县                                                                         | 1043/1274                                             | 枢纽                                                  | 西坪                                                  | 沪陕高速                                              |                                                            |
| 河南省 南阳市 淅川县                                                                         | 1063                                                  | 出入口                                                | 西簧                                                  | 209国道                                               |                                                            |
| 河南省 南阳市 淅川县                                                                         | 1074                                                  | 出入口                                                | 寺湾                                                  | 209国道                                               |                                                            |
| 河南省 南阳市 淅川县                                                                         | 1076                                                  | 停车场 · 加油设施 · 修车站 · 餐厅                     | 寺湾                                                  | 寺湾                                                  |                                                            |
| 豫鄂界                                                                                       | 1078                                                  | 桥梁                                                  | 丹江口水库特大桥                                      | 丹江口水库特大桥                                      |                                                            |
| 湖北部分，起点里程：1078。终点里程：1541。过境里程：463。                                    |                                                       |                                                       |                                                       |                                                       |                                                            |
| 豫鄂界                                                                                       | 1078                                                  | 桥梁                                                  | 丹江口水库特大桥                                      | 丹江口水库特大桥                                      |                                                            |
| 湖北省 十堰市 郧阳区                                                                         | 1081                                                  | 出入口                                                | 刘洞                                                  | 刘洞                                                  |                                                            |
| 湖北省 十堰市 郧阳区                                                                         | 1093                                                  | 停车场 · 加油设施 · 修车站 · 餐厅                     | 谭山                                                  | 谭山                                                  |                                                            |
| 湖北省 十堰市 郧阳区                                                                         | 1106                                                  | 出入口                                                | 白桑关                                                | 209国道                                               |                                                            |
| 湖北省 十堰市 郧阳区                                                                         | 1121                                                  | 出入口                                                | 郧阳东                                                | 郧府大道                                              |                                                            |
| 湖北省 十堰市 郧阳区                                                                         | 1125                                                  | 停车场 · 加油设施 · 修车站 · 餐厅                     | 郧阳                                                  | 郧府大道                                              |                                                            |
| 湖北省 十堰市 郧阳区                                                                         | 1126                                                  | 桥梁                                                  | 汉江特大桥                                            | 汉江特大桥                                            |                                                            |
| 湖北省 十堰市 郧阳区                                                                         | 1127                                                  | 出入口                                                | 郧阳南                                                | 天马大道                                              |                                                            |
| 湖北省 十堰市 茅箭区                                                                         | 1146/1367                                             | 枢纽                                                  | 王家塆                                                | 福银高速 发展大道、东环路 东风大道                    | 与 福银高速共线段终点                                      |
| 湖北省 十堰市 丹江口市                                                                       | 1158(1355)                                            | 出入口                                                | 六里坪                                                | 209国道                                               |                                                            |
| 湖北省 十堰市 丹江口市                                                                       | 1160/1353                                             | 枢纽                                                  | 六里坪                                                | 福银高速                                              | 与 福银高速共线段起点                                      |
| 湖北省 十堰市 丹江口市                                                                       | 1182                                                  | 出入口                                                | 官山                                                  | 209国道                                               |                                                            |
| 湖北省 十堰市 房县                                                                           | 1207                                                  | 停车场 · 加油设施 · 修车站 · 餐厅                     | 土城                                                  | 土城                                                  |                                                            |
| 湖北省 十堰市 房县                                                                           | 1208                                                  | 出入口                                                | 土城                                                  | 209国道                                               |                                                            |
| 湖北省 十堰市 房县                                                                           | 1226/457                                              | 枢纽 · 出入口                                         | 房县                                                  | 麻安高速 莲花池路                                     | 与 麻安高速共线段起点                                      |
| 湖北省 十堰市 房县                                                                           | 1250(433)                                             | 出入口                                                | 青峰                                                  | 解放路                                                |                                                            |
| 湖北省 襄阳市 保康县                                                                         | 1269(414)                                             | 出入口 · 停车场 · 加油设施 · 修车站 · 餐厅            | 寺坪                                                  | 346国道                                               |                                                            |
| 湖北省 襄阳市 保康县                                                                         | 1271(412)/92                                          | 枢纽                                                  | 寺坪                                                  | 邓保高速                                              |                                                            |
| 湖北省 襄阳市 保康县                                                                         | 1290(393)                                             | 出入口                                                | 保康                                                  | 环城路                                                |                                                            |
| 湖北省 襄阳市 保康县                                                                         | 1294/389                                              | 枢纽                                                  | 保康                                                  | 麻安高速                                              | 与 麻安高速共线段终点                                      |
| 湖北省 襄阳市 保康县                                                                         | 1307/0                                                | 枢纽 · 出入口                                         | 五道峡                                                | 保神高速 241国道                                      |                                                            |
| 湖北省 襄阳市 保康县                                                                         | 1324                                                  | 出入口                                                | 歇马                                                  | 241国道                                               |                                                            |
| 湖北省 襄阳市 保康县                                                                         | 1331                                                  | 停车场 · 加油设施 · 修车站 · 餐厅                     | 马良                                                  | 马良                                                  | 北海方向                                                   |
| 湖北省 襄阳市 保康县                                                                         | 1343                                                  | 出入口                                                | 店垭                                                  | 241国道                                               |                                                            |
| 湖北省 襄阳市 保康县                                                                         | 1353                                                  | 停车场 · 加油设施 · 修车站 · 餐厅                     | 店垭                                                  | 店垭                                                  |                                                            |
| 湖北省 襄阳市 南漳县                                                                         | 1365                                                  | 出入口                                                | 峡口                                                  | 224省道                                               |                                                            |
| 湖北省 宜昌市 远安县                                                                         | 1385                                                  | 出入口                                                | 远安北                                                | 347国道                                               |                                                            |
| 湖北省 宜昌市 远安县                                                                         | 1408                                                  | 出入口                                                | 远安                                                  | 快舟大道 花林路                                       |                                                            |
| 湖北省 宜昌市 远安县                                                                         | 1417                                                  | 停车场 · 加油设施 · 修车站 · 餐厅                     | 远安                                                  | 远安                                                  |                                                            |
| 湖北省 宜昌市 当阳市                                                                         | 1422                                                  | 出入口                                                | 当阳北                                                | 224省道                                               |                                                            |
| 湖北省 宜昌市 当阳市                                                                         | 1435/1100                                             | 枢纽                                                  | 双莲                                                  | 沪蓉高速                                              |                                                            |
| 湖北省 宜昌市 夷陵区                                                                         | 1451                                                  | 出入口                                                | 鸦南                                                  | 汉宜路                                                |                                                            |
| 湖北省 宜昌市 枝江市                                                                         | 1461/1162                                             | 枢纽                                                  | 枝江                                                  | 沪渝高速                                              |                                                            |
| 湖北省 宜昌市 枝江市                                                                         | 1470                                                  | 停车场 · 加油设施 · 修车站 · 餐厅                     | 安福寺                                                | 安福寺                                                |                                                            |
| 湖北省 宜昌市 枝江市                                                                         | 1474                                                  | 出入口                                                | 白洋                                                  | 318国道                                               |                                                            |
| 枝宜界                                                                                       | 1476                                                  | 河流 · 桥梁                                           | 宜都长江大桥                                          | 宜都长江大桥                                          |                                                            |
| 湖北省 宜昌市 宜都市                                                                         | 1482                                                  | 出入口                                                | 宜都东                                                | 陆逊大道                                              |                                                            |
| 湖北省 宜昌市 宜都市                                                                         | 1491/127                                              | 枢纽                                                  | 宜都南                                                | 岳宜高速                                              |                                                            |
| 湖北省 宜昌市 宜都市                                                                         | 1505                                                  | 出入口                                                | 王家畈                                                | 278省道                                               |                                                            |
| 湖北省 宜昌市 宜都市                                                                         | 1512                                                  | 停车场 · 加油设施 · 修车站 · 餐厅                     | 宜都                                                  | 宜都                                                  |                                                            |
| 湖北省 宜昌市 宜都市                                                                         | 1532/0                                                | 枢纽                                                  | 宜都东                                                | 房五高速                                              | 以南建设中                                                 |
| 鄂湘界                                                                                       | 1541                                                  | 隧道                                                  | 炉红山隧道                                            | 炉红山隧道                                            |                                                            |
| 湖南部分，起点里程：1541。终点里程：2086。过境里程：545。                                    |                                                       |                                                       |                                                       |                                                       |                                                            |
| 鄂湘界                                                                                       | 1541                                                  | 隧道                                                  | 炉红山隧道                                            | 炉红山隧道                                            |                                                            |
| 湖南省 常德市 石门县                                                                         |                                                       | 出入口                                                | 太平                                                  | 太平                                                  |                                                            |
| 湖南省 常德市 石门县                                                                         | 1569                                                  | 停车场 · 加油设施 · 修车站 · 餐厅                     | 曾家垭                                                | 曾家垭                                                |                                                            |
| 湖南省 常德市 石门县                                                                         | 1584                                                  | 出入口                                                | 维新                                                  | 303省道                                               |                                                            |
| 湖南省 常德市 石门县                                                                         | 1597                                                  | 出入口                                                | 磨石岭                                                | 渔儿溪路                                              |                                                            |
| 湖南省 常德市 石门县                                                                         | 1600                                                  | 出入口                                                | 荷花堰                                                | 304省道                                               |                                                            |
| 湖南省 张家界市 慈利县                                                                       | 1618                                                  | 出入口                                                | 东岳观                                                | 305省道                                               |                                                            |
| 湖南省 张家界市 慈利县                                                                       | 1637/247                                              | 枢纽                                                  | 茶庵                                                  | 长张高速                                              | 与 长张高速共线段起点，以北建设中                          |
| 湖南省 张家界市 慈利县                                                                       | 1647(257)                                             | 出入口                                                | 岩泊渡                                                | 353国道                                               |                                                            |
| 湖南省 张家界市 慈利县                                                                       | 1651(261)                                             | 停车场 · 加油设施 · 修车站 · 餐厅                     | 慈利                                                  | 慈利                                                  |                                                            |
| 湖南省 张家界市 慈利县                                                                       | 1678(288)                                             | 出入口                                                | 阳和                                                  | 353国道 溪阳公路                                      |                                                            |
| 湖南省 张家界市 永定区                                                                       | 1692/302                                              | 枢纽                                                  | 崇文                                                  | 长张高速                                              | 与 长张高速共线段终点，以南建设中                          |
| 湖南省 张家界市 永定区                                                                       | 1707                                                  | 出入口                                                | 金岩                                                  | 金岩路                                                |                                                            |
| 湖南省 张家界市 永定区                                                                       | 1717                                                  | 出入口                                                | 沅古坪                                                | X022                                                  |                                                            |
| 湖南省 张家界市 永定区                                                                       | 1721                                                  | 停车场 · 加油设施 · 修车站 · 餐厅                     | 榔木岭                                                | 榔木岭                                                |                                                            |
| 湖南省 怀化市 沅陵县                                                                         | 1742                                                  | 出入口                                                | 南滩岗                                                | 南滩岗路                                              |                                                            |
| 湖南省 怀化市 沅陵县                                                                         | 1755                                                  | 出入口                                                | 清浪                                                  | 清浪路                                                |                                                            |
| 湖南省 怀化市 沅陵县                                                                         | 1759                                                  | 出入口                                                | 高坪                                                  | 高坪路                                                |                                                            |
| 湖南省 怀化市 沅陵县                                                                         | 1760                                                  | 停车场 · 加油设施 · 修车站 · 餐厅                     | 高坪                                                  | 高坪                                                  |                                                            |
| 湖南省 怀化市 沅陵县                                                                         | 1776                                                  | 出入口                                                | 杨家溪                                                | 241省道                                               |                                                            |
| 湖南省 怀化市 沅陵县                                                                         | 1784                                                  | 出入口                                                | 杨柳冲                                                | 高坪路                                                |                                                            |
| 湖南省 怀化市 沅陵县                                                                         | 1788/1099                                             | 枢纽                                                  | 官庄                                                  | 杭瑞高速                                              | 以北建设中                                                 |
| 湖南省 怀化市 沅陵县                                                                         | 1791                                                  | 停车场 · 加油设施 · 修车站 · 餐厅                     | 枹木园                                                | 枹木园                                                |                                                            |
| 湖南省 常德市 桃源县                                                                         | 1802                                                  | 出入口                                                | 西安                                                  | Y333                                                  |                                                            |
| 湖南省 益阳市 安化县                                                                         | 1818/126                                              | 枢纽                                                  | 双桥                                                  | 平洞高速                                              |                                                            |
| 湖南省 益阳市 安化县                                                                         | 1821                                                  | 出入口                                                | 安化西                                                | 536国道                                               |                                                            |
| 湖南省 益阳市 安化县                                                                         | 1841                                                  | 出入口                                                | 南金                                                  | 南金                                                  |                                                            |
| 湖南省 益阳市 安化县                                                                         | 1849                                                  | 停车场 · 加油设施 · 修车站 · 餐厅                     | 古楼                                                  | 古楼                                                  |                                                            |
| 湖南省 娄底市 新化县                                                                         | 1875                                                  | 出入口                                                | 新安                                                  | 354国道                                               |                                                            |
| 湖南省 娄底市 新化县                                                                         | 1877/197/132                                          | 枢纽                                                  | 琅塘                                                  | 长芷高速 娄新高速                                     | 与 娄新高速共线段起点                                      |
| 湖南省 娄底市 新化县                                                                         | 1880(129)                                             | 停车场 · 加油设施 · 修车站 · 餐厅                     | 新化                                                  | 新化                                                  |                                                            |
| 湖南省 娄底市 新化县                                                                         | 1887(122)                                             | 出入口                                                | 大熊山                                                | 225省道 354国道                                       |                                                            |
| 湖南省 娄底市 新化县                                                                         | 1896(112)                                             | 停车场 · 加油设施 · 修车站 · 餐厅                     | 横岭                                                  | 横岭                                                  |                                                            |
| 湖南省 娄底市 新化县                                                                         | 1898(110)                                             | 出入口                                                | 紫鹊界                                                | 紫鹊界                                                |                                                            |
| 湖南省 娄底市 新化县                                                                         | 1903/105                                              | 枢纽                                                  | 青家屋                                                | 娄新高速                                              | 与 娄新高速共线段终点，以南建设中                          |
| 湖南省 娄底市 新化县                                                                         | 1914                                                  | 出入口                                                | 洋溪                                                  | 312省道                                               |                                                            |
| 湖南省 娄底市 新化县                                                                         | 1928                                                  | 出入口                                                | 紫鹊界南                                              | 242省道                                               |                                                            |
| 湖南省 邵阳市 隆回县                                                                         |                                                       | 停车场 · 加油设施 · 修车站 · 餐厅                     |                                                       |                                                       |                                                            |
| 湖南省 邵阳市 隆回县                                                                         | 1939                                                  | 出入口                                                | 金石桥                                                | 242省道                                               |                                                            |
| 湖南省 邵阳市 隆回县                                                                         |                                                       | 出入口                                                | 羊古坳                                                | 羊古坳                                                |                                                            |
| 湖南省 邵阳市 隆回县                                                                         | 1964                                                  | 出入口                                                | 六都寨                                                | 242省道                                               |                                                            |
| 湖南省 邵阳市 隆回县                                                                         | 1979                                                  | 出入口                                                | 隆回西                                                | 242省道                                               |                                                            |
| 湖南省 邵阳市 隆回县                                                                         | 1987/1302                                             | 枢纽                                                  | 屋主塘                                                | 沪昆高速                                              |                                                            |
| 邵阳市 武冈市                                                                                |                                                       | 出入口                                                | 邓家铺                                                | 邓家铺                                                |                                                            |
| 邵阳市 武冈市                                                                                |                                                       | 停车场 · 加油设施 · 修车站 · 餐厅                     | 邓家铺                                                | 邓家铺                                                |                                                            |
| 邵阳市 新宁县                                                                                |                                                       | 停车场 · 加油设施 · 修车站 · 餐厅                     |                                                       |                                                       |                                                            |
| 邵阳市 新宁县                                                                                |                                                       | 出入口                                                | 马头桥                                                | 马头桥                                                |                                                            |
| 邵阳市 新宁县                                                                                |                                                       | 枢纽                                                  | 回龙寺                                                | 衡新高速 白新高速                                     | 与 衡南高速共线段起点                                      |
| 邵阳市 新宁县                                                                                | 停车场 · 加油设施 · 修车站 · 餐厅                     |                                                       |                                                       |                                                       |                                                            |
| 邵阳市 新宁县                                                                                |                                                       | 出入口                                                | 清江桥                                                | 341省道                                               |                                                            |
| 邵阳市 新宁县                                                                                |                                                       | 停车场 · 加油设施 · 修车站 · 餐厅                     | 黄龙                                                  | 黄龙                                                  |                                                            |
| 邵阳市 新宁县                                                                                |                                                       | 出入口                                                | 新宁东                                                | 新宁东                                                |                                                            |
| 邵阳市 新宁县                                                                                |                                                       | 枢纽                                                  | 老人冲                                                | 洞新高速                                              | 与 衡南高速共线段终点，以北建设中                          |
| 邵阳市 新宁县                                                                                | 2084                                                  | 出入口                                                | 八角寨                                                | 241国道                                               |                                                            |
| 湘桂界                                                                                       | 2086                                                  | 桥梁                                                  | 侯家寨2号桥                                           | 侯家寨2号桥                                           |                                                            |
| 广西部分，起点里程：2086。终点里程：2741。过境里程：655。                                    |                                                       |                                                       |                                                       |                                                       |                                                            |
| 湘桂界                                                                                       | 2086                                                  | 桥梁                                                  | 侯家寨2号桥                                           | 侯家寨2号桥                                           |                                                            |
| 广西壮族自治区 桂林市 資源县                                                                 | 2099                                                  | 停车场 · 加油设施 · 修车站 · 餐厅                     | 八角寨                                                | 八角寨                                                |                                                            |
| 广西壮族自治区 桂林市 資源县                                                                 | 2103                                                  | 出入口                                                | 八角寨                                                | 241国道                                               |                                                            |
| 广西壮族自治区 桂林市 資源县                                                                 | 2132                                                  | 出入口                                                | 资源                                                  | 迎宾路                                                |                                                            |
| 广西壮族自治区 桂林市 資源县                                                                 | 2133                                                  | 停车场 · 加油设施 · 修车站 · 餐厅                     | 资源                                                  | 资源                                                  |                                                            |
| 广西壮族自治区 桂林市 資源县                                                                 | 2147                                                  | 出入口                                                | 中峰                                                  | 241国道                                               |                                                            |
| 广西壮族自治区 桂林市 資源县                                                                 | 2148                                                  | 停车场 · 加油设施 · 修车站 · 餐厅                     | 中峰                                                  | 中峰                                                  |                                                            |
| 广西壮族自治区 桂林市 興安县                                                                 | 2166                                                  | 出入口                                                | 华江猫儿山                                            | 202省道                                               |                                                            |
| 广西壮族自治区 桂林市 興安县                                                                 | 2175/1056 928                                         | 枢纽                                                  | 大族堂                                                | 泉南高速 （ 厦蓉高速共线段）                          | 与 泉南高速和 厦蓉高速共线段起点                           |
| 广西壮族自治区 桂林市 興安县                                                                 | 2181(1062) (934)                                      | 停车场 · 加油设施 · 修车站 · 餐厅                     | 溶江                                                  | 溶江                                                  |                                                            |
| 广西壮族自治区 桂林市 興安县                                                                 | 2183(1064) (936)                                      | 出入口                                                | 溶江                                                  | 322国道                                               |                                                            |
| 广西壮族自治区 桂林市 灵川县                                                                 | 2213(1094) (966)                                      | 出入口                                                | 灵川西                                                | 322国道                                               |                                                            |
| 广西壮族自治区 桂林市 灵川县                                                                 | 2216(1097) (969)                                      | 停车场 · 加油设施 · 修车站 · 餐厅                     | 灵川                                                  | 灵川                                                  |                                                            |
| 广西壮族自治区 桂林市 灵川县                                                                 | 2219/89 1100/972                                      | 枢纽 · 出入口                                         | 阳沟河                                                | 泉南高速 厦蓉高速 桂林绕城高速 福利路                 | 与 泉南高速和 厦蓉高速共线段终点 与 桂林绕城高速共线段起点 |
| 广西壮族自治区 桂林市 灵川县                                                                 | 2221(91/0)                                            | 出入口                                                | 灵川匝道                                              | 灵川大道                                              | 仅北海方向入口                                             |
| 广西壮族自治区 桂林市 七星区                                                                 | 2232(11)                                              | 出入口                                                | 桂林七星                                              | 金鸡路                                                |                                                            |
| 广西壮族自治区 桂林市 七星区                                                                 | 2236(13)                                              | 停车场 · 加油设施 · 修车站 · 餐厅                     | 尧山                                                  | 尧山                                                  |                                                            |
| 广西壮族自治区 桂林市 灵川县                                                                 | 2243(20)                                              | 出入口                                                | 桂林高新                                              | 铁山路                                                |                                                            |
| 广西壮族自治区 桂林市 象山区                                                                 | 2260(37)                                              | 出入口                                                | 象山                                                  | 象塘路                                                |                                                            |
| 广西壮族自治区 桂林市 临桂区                                                                 | 2265/42/2504                                          | 枢纽                                                  | 马面                                                  | 桂林绕城高速 包茂高速                                 | 与 桂林绕城高速共线段终点 与 包茂高速共线段起点            |
| 广西壮族自治区 桂林市 临桂区                                                                 | 2267(2506)                                            | 停车场 · 加油设施 · 修车站 · 餐厅                     | 会仙                                                  | 会仙                                                  |                                                            |
| 广西壮族自治区 桂林市 临桂区                                                                 | 2280(2519)                                            | 出入口                                                | 六塘                                                  | 迎宾大道                                              |                                                            |
| 广西壮族自治区 桂林市 临桂区                                                                 | 2287(2526)                                            | 停车场 · 加油设施 · 修车站 · 餐厅                     | 东山                                                  | 东山                                                  |                                                            |
| 广西壮族自治区 桂林市 阳朔县                                                                 | 2292(2531)                                            | 出入口                                                | 葡萄                                                  | 321国道                                               |                                                            |
| 广西壮族自治区 桂林市 阳朔县                                                                 | 2300(2539)                                            | 出入口                                                | 白沙                                                  | 321国道                                               |                                                            |
| 广西壮族自治区 桂林市 阳朔县                                                                 | 2311(2550)                                            | 停车场 · 加油设施 · 修车站 · 餐厅                     | 高田                                                  | 高田                                                  |                                                            |
| 广西壮族自治区 桂林市 阳朔县                                                                 | 2315(2554)                                            | 出入口                                                | 阳朔高田                                              | 321国道                                               |                                                            |
| 广西壮族自治区 桂林市 阳朔县                                                                 | 2324/2563/806                                         | 枢纽                                                  | 樂響樞紐                                              | 包茂高速 汕昆高速                                     | 与 包茂高速共线段终点 与 汕昆高速共线段起点                |
| 桂林市 荔浦县                                                                                | 2344/826                                              | 枢纽                                                  | 荔浦北                                                | 汕昆高速                                              | 与 汕昆高速共线段终点                                      |
| 桂林市 荔浦县                                                                                | 2351                                                  | 出入口                                                | 荔浦東                                                | 323国道                                               |                                                            |
| 桂林市 荔浦县                                                                                | 2367                                                  | 停车场 · 加油设施 · 修车站 · 餐厅                     | 杜莫服务区                                            | 杜莫服务区                                            |                                                            |
| 广西壮族自治区 梧州市 蒙山县                                                                 | 2372/195                                              | 枢纽                                                  | 蒙山                                                  | 贺西高速                                              | 与 贺西高速共线段起点                                      |
| 广西壮族自治区 梧州市 蒙山县                                                                 | 2375(192)                                             | 出入口                                                | 新圩                                                  | 321国道                                               |                                                            |
| 广西壮族自治区 梧州市 蒙山县                                                                 | 2384/183                                              | 枢纽                                                  | 蒙山                                                  | 贺西高速                                              | 与 贺西高速共线段终点                                      |
| 广西壮族自治区 梧州市 蒙山县                                                                 | 2390                                                  | 出入口                                                | 蒙山                                                  | 321国道                                               |                                                            |
| 广西壮族自治区 梧州市 蒙山县                                                                 | 2400                                                  | 出入口                                                | 文圩                                                  | 204省道                                               |                                                            |
| 广西壮族自治区 梧州市 藤县                                                                   | 2427                                                  | 停车场 · 加油设施 · 修车站 · 餐厅                     | 寧康                                                  | 寧康                                                  |                                                            |
| 广西壮族自治区 貴港市 平南县                                                                 | 2432                                                  | 出入口                                                | 马练                                                  | 341县道                                               |                                                            |
| 广西壮族自治区 貴港市 平南县                                                                 | 2453/89                                               | 枢纽                                                  | 官成                                                  | 梧柳高速                                              |                                                            |
| 广西壮族自治区 貴港市 平南县                                                                 | 2460                                                  | 枢纽                                                  | 雙馬                                                  | 平那高速                                              |                                                            |
| 广西壮族自治区 貴港市 平南县                                                                 | 2461                                                  | 出入口                                                | 牛洲                                                  | 牛洲                                                  |                                                            |
| 广西壮族自治区 貴港市 桂平市                                                                 | 2469                                                  | 出入口                                                | 木圭                                                  | 358县道                                               |                                                            |
| 广西壮族自治区 貴港市 桂平市                                                                 | 2481                                                  | 出入口                                                | 馬皮                                                  | 南梧二级公路                                          |                                                            |
| 广西壮族自治区 貴港市 桂平市                                                                 | 2483                                                  | 停车场 · 加油设施 · 修车站 · 餐厅                     | 社坡北                                                | 社坡北                                                |                                                            |
| 广西壮族自治区 貴港市 桂平市                                                                 | 2488                                                  | 出入口                                                | 桂平東                                                | 358国道                                               |                                                            |
| 广西壮族自治区 貴港市 桂平市                                                                 | 2494/110                                              | 枢纽                                                  | 尋山塘                                                | 梧硕高速                                              |                                                            |
| 广西壮族自治区 貴港市 桂平市                                                                 | 2513                                                  | 出入口                                                | 社步                                                  | 206省道                                               |                                                            |
| 广西壮族自治区 貴港市 桂平市                                                                 | 2521                                                  | 停车场 · 加油设施 · 修车站 · 餐厅                     | 下灣                                                  | 下灣                                                  |                                                            |
| 广西壮族自治区 貴港市 桂平市                                                                 | 2535                                                  | 出入口                                                | 大洋                                                  | 369县道                                               |                                                            |
| 广西壮族自治区 玉林市 興業县                                                                 | 2550                                                  | 出入口                                                | 北市                                                  | 369县道                                               |                                                            |
| 广西壮族自治区 玉林市 興業县                                                                 | 2564/83/380                                           | 枢纽                                                  | 賣酒                                                  | 玉林绕城高速 广昆高速                                 | 与 玉林绕城高速共线段起点                                  |
| 广西壮族自治区 玉林市 興業县                                                                 | 2570(77)                                              | 停车场 · 加油设施 · 修车站 · 餐厅                     | 龍安                                                  | 龍安                                                  |                                                            |
| 广西壮族自治区 玉林市 興業县                                                                 | 2578(69)                                              | 出入口                                                | 玉林西                                                | 324国道                                               |                                                            |
| 广西壮族自治区 玉林市 福綿區                                                                 | 2585(62)                                              | 枢纽                                                  | 十丈                                                  | 南玉珠高速                                            |                                                            |
| 广西壮族自治区 玉林市 福綿區                                                                 | 2590(57)                                              | 出入口                                                | 福綿                                                  | 375县道                                               |                                                            |
| 广西壮族自治区 玉林市 福綿區                                                                 | 2602(45)                                              | 出入口                                                | 新橋                                                  | 241国道                                               |                                                            |
| 广西壮族自治区 玉林市 福綿區                                                                 | 2605/42                                               | 枢纽                                                  | 里甫庵                                                | 玉林绕城高速                                          | 与 玉林绕城高速共线段终点                                  |
| 广西壮族自治区 玉林市 福綿區                                                                 | 2608                                                  | 出入口                                                | 玉林机场                                              | 玉林機場大道                                          |                                                            |
| 广西壮族自治区 玉林市 福綿區                                                                 | 2618                                                  | 出入口                                                | 沙田                                                  | 241国道                                               |                                                            |
| 广西壮族自治区 玉林市 博白县                                                                 | 2633                                                  | 出入口                                                | 博白                                                  | 綠珠大道東 锦绣东路                                   |                                                            |
| 广西壮族自治区 玉林市 博白县                                                                 | 2642/74                                               | 枢纽                                                  | 姚屋                                                  | 清凭高速                                              |                                                            |
| 广西壮族自治区 玉林市 博白县                                                                 | 2645                                                  | 停车场 · 加油设施 · 修车站 · 餐厅                     | 博白                                                  | 博白                                                  |                                                            |
| 广西壮族自治区 玉林市 博白县                                                                 | 2651                                                  | 出入口                                                | 旺茂                                                  | 水英东路                                              |                                                            |
| 广西壮族自治区 玉林市 博白县                                                                 | 2666                                                  | 出入口                                                | 東平                                                  | 241国道                                               |                                                            |
| 广西壮族自治区 玉林市 博白县                                                                 | 2683                                                  | 枢纽                                                  | 老圩                                                  | 南湛高速（在建）                                      |                                                            |
| 广西壮族自治区 玉林市 博白县                                                                 | 2685                                                  | 停车场 · 加油设施 · 修车站 · 餐厅                     | 松旺                                                  | 松旺                                                  |                                                            |
| 广西壮族自治区 玉林市 博白县                                                                 | 2688                                                  | 出入口                                                | 松旺                                                  | 241国道                                               |                                                            |
| 广西壮族自治区 玉林市 博白县                                                                 | 2690/0                                                | 枢纽                                                  | 松旺南                                                | 松铁高速                                              |                                                            |
| 广西壮族自治区 北海市 合浦县                                                                 | 2709                                                  | 出入口                                                | 公館                                                  | 228国道                                               |                                                            |
| 广西壮族自治区 北海市 合浦县                                                                 | 2722/2193                                             | 枢纽                                                  | 新村                                                  | 兰海高速                                              |                                                            |
| 广西壮族自治区 北海市 铁山港區                                                               | 2730                                                  | 出入口                                                | 南康                                                  | 228国道                                               |                                                            |
| 广西壮族自治区 北海市 铁山港區                                                               | 2733                                                  | 主线收费站                                            | 铁山港主线收费站                                      | 铁山港主线收费站                                      |                                                            |
| 广西壮族自治区 北海市 铁山港區                                                               | 2734                                                  | 出入口                                                | 横冲                                                  | 向海大道 興港路                                       |                                                            |
| 广西壮族自治区 北海市 铁山港區                                                               | 2737                                                  | 出入口                                                | 陂头                                                  | 七号路                                                |                                                            |
| 广西壮族自治区 北海市 铁山港區                                                               | 2739                                                  | 出入口                                                | 铁山港火车站                                          | 铁山港火车站                                          |                                                            |
| 广西壮族自治区 北海市 铁山港區                                                               | 2741                                                  | 主线出入口                                            | 铁山港务                                              | 主线终点                                              |                                                            |
| 1.000 英里 = 1.609 千米；1.000 千米 = 0.621 英里 并行路段 • 已关闭／取消 • 限制进入 • 未开放 |                                                       |                                                       |                                                       |                                                       |                                                            |